# Crazy Mama (film)
Crazy Mama is een Amerikaanse filmkomedie uit 1975 onder regie van Jonathan Demme. 

## Verhaal
Een schoonheidssalon eigenares en haar familie beginnen een crimineel leven in een poging hun familieboerderij terug te kopen.

## Rolverdeling
| Acteur          | Personage     |
| --------------- | ------------- |
| Cloris Leachman | Melba Stoked  |
| Stuart Whitman  | Jim Bob       |
| Ann Sothern     | Sheba Stokes  |
| Linda Purl      | Cheryl Stokes |
| Jim Backus      | Albertson     |

## Release en ontvangst
De film heeft een score van 92% op Rotten Tomatoes, gebaseerd op 12 beoordelingen. De film werd door Shout Factory op een dubbel-dvd uitgebracht samen met The Lady in Red uit 1979.